# Kostel svatého Apolináře (Praha)
Kostel svatého Apolináře je římskokatolický farní kostel vystavěný v gotickém slohu ve druhé polovině 14. století z iniciativy krále Karla IV. Nachází se v Apolinářské ulici na návrší zvaném Větrov na Novém Městě v Praze. V současnosti je kostel sídlem římskokatolické farnosti, která ale od r. 2024 fakticky nevykonává žádnou činnost. Od roku 2024 jde také o farní chrám vietnamské římskokatolické farnosti, která zde pravidelně slouží mše. Budova je chráněna jako kulturní památka České republiky.

## Historie

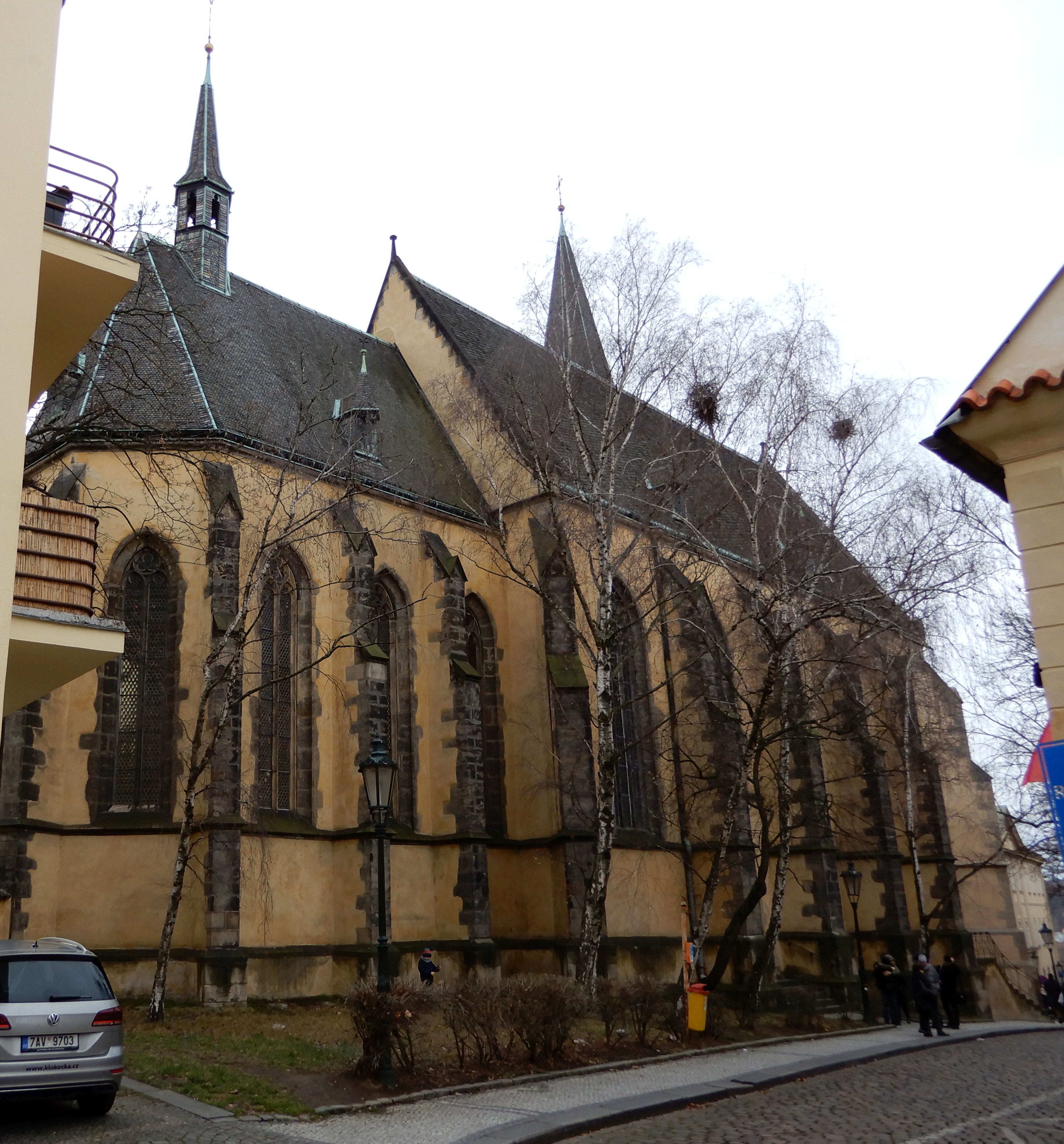
Kostel ze severovýchodu

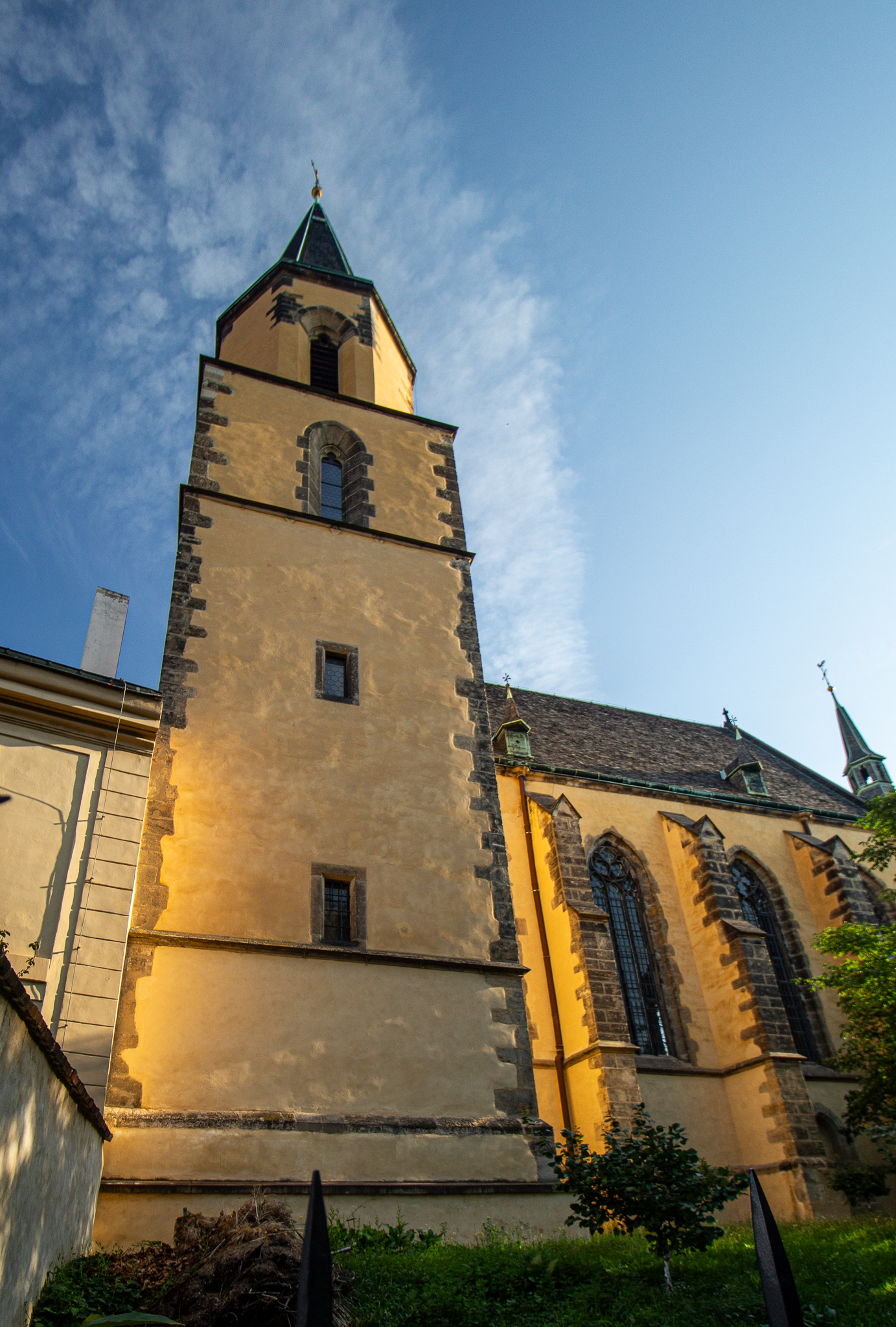
Věž

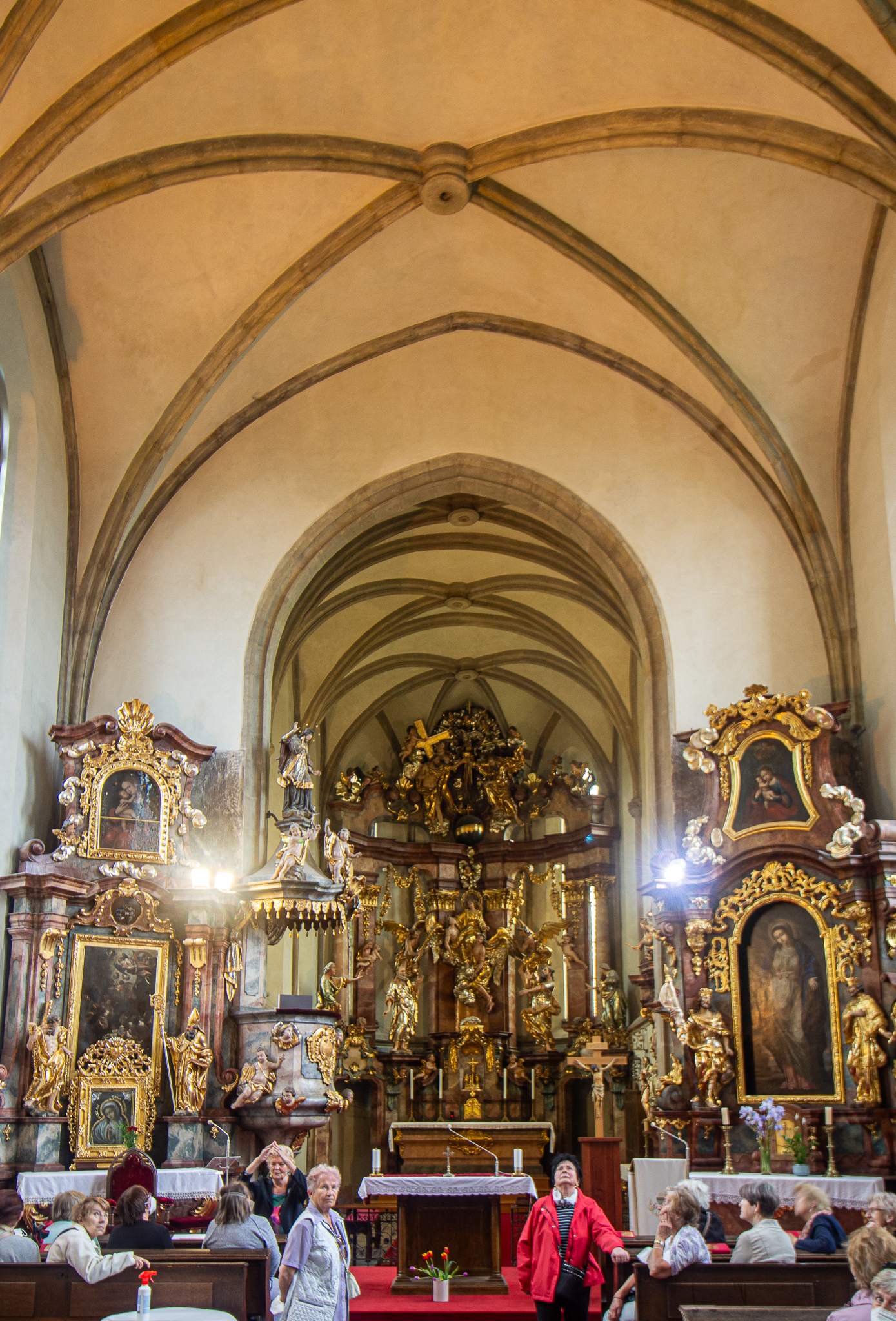
Hlavní oltář

Kostel byl založen Karlem IV. v roce 1362. Tomu předcházelo připojení návrší zvaného Větrov ke Karlovu na Novém Městě pražském v roce 1348. Karel IV., po dohodě s pražským arcibiskupem Arnoštem z Pardubic, nechal v roce 1362 přeložit kanovnické kolegium ze středočeské Sadské do Prahy na horu sv. Apolináře, čímž dal podnět k výstavbě kostela. Jednolodní gotická stavba s užším presbytářem, vnějšími opěráky a křížovou klenbou vznikla zhruba mezi lety 1360–1390. Je možné, že na vrchu Větrov v té době již stála kaple sv. Jiljí, před postavením kostela sv. Apolináře by starší stavba musela být odstraněna a nová stavba na ni nemá žádnou architektonickou vazbu. Archeologický průzkum v podlaze kostela se neprováděl.

### Budování kostela
Budování kostela probíhalo ve dvou etapách. Během první etapy, přibližně v letech 1360–1376, byla postavena podélná sálová loď s pěti klenebními poli. Na její sedlové střeše se nacházela sanktusová věžička. Loď tak mohla provizorně fungovat jako samostatný kostel, ačkoliv ještě neměla presbytář. O několik let později byla také započata stavba věže na jižní straně kostela. Ve druhé etapě výstavby byl dostavěn presbytář. Dokončení celé stavby se datuje již k roku 1390.

### Průřez historií
Původní kapitula u sv. Apolináře sestávala z probošta a osmi kanovníků a kapitulní dům byl připojen ke kostelu vstupem přímo na tribunu kostela na jeho západní straně. Kolem roku 1419 kapitula chrám opustila až na posledního kanovníka, Petra z Kroměříže, který se přidal k husitům, což byl možná jeden z důvodů, proč kostel za husitství zůstal ušetřen. Při kostele fungovala také škola, doložená mezi lety 1414–1418.
V roce 1420 využívalo areál kláštera východočeské orebitské vojsko obléhající Vyšehrad, poté kostel sloužil také utrakvistům. Protože svatovítští kapituláři kostel příliš nevyužívali a bohoslužby zde stagnovaly, přikázal král Vladislav II. v roce 1498, že si apolinářská kapitula musí povinně vydržovat střídníky. V roce 1503 pak král dokonce potvrdil spojení kapituly svatovítské a svatoapolinářské.
V roce 1599 postoupil Rudolf II. kostel a jeho majetek novoměstské obci za 1000 kop míšeňských, zajištění bohoslužeb a přislíbení údržby objektu. Novoměstská obec využívala a udržovala areál až do roku 1628. Během té doby zajistila kostelu také obnovu sanktuáře a nový zvon. V roce 1628 přikázal ovšem císař Ferdinand II. navrátit farní kostel katolické kapitule svatovítské.
Koncem roku 1670 poškodila kostel silná vichřice, když vytloukla zasklení oken a srazila sanktusovou věžičku, čímž se poškodily i krovy. Kostel byl opraven hned následujícího roku děkanem Janem Františkem z Talmberka, ovšem už v barokizovaném pojetí. Novou barokní sanktusní věžičku s cibulovou bání a nový barokizovaný interiér zřejmě vytvořil Daniel Rynd. Bývalý děkan kostela zřídil v lodi také nový oltář Matky Boží Staroboleslavské (1671). V roce 1689 byl interiér kostela poškozen protestanty a 1747 bylo při stavbě sousedního domu znovu zazděno západní okno i portál pod ním. V roce 1757 obsadilo kostel pruské vojsko a zřídilo si zde provizorní zbrojní dílnu. Při bojích o kostel byly značně poškozeny omítky a zdivo. Následovaly obnovy zejména interiérů.

## Rekonstrukce

### Barokizace (1671 a 1757–1768)

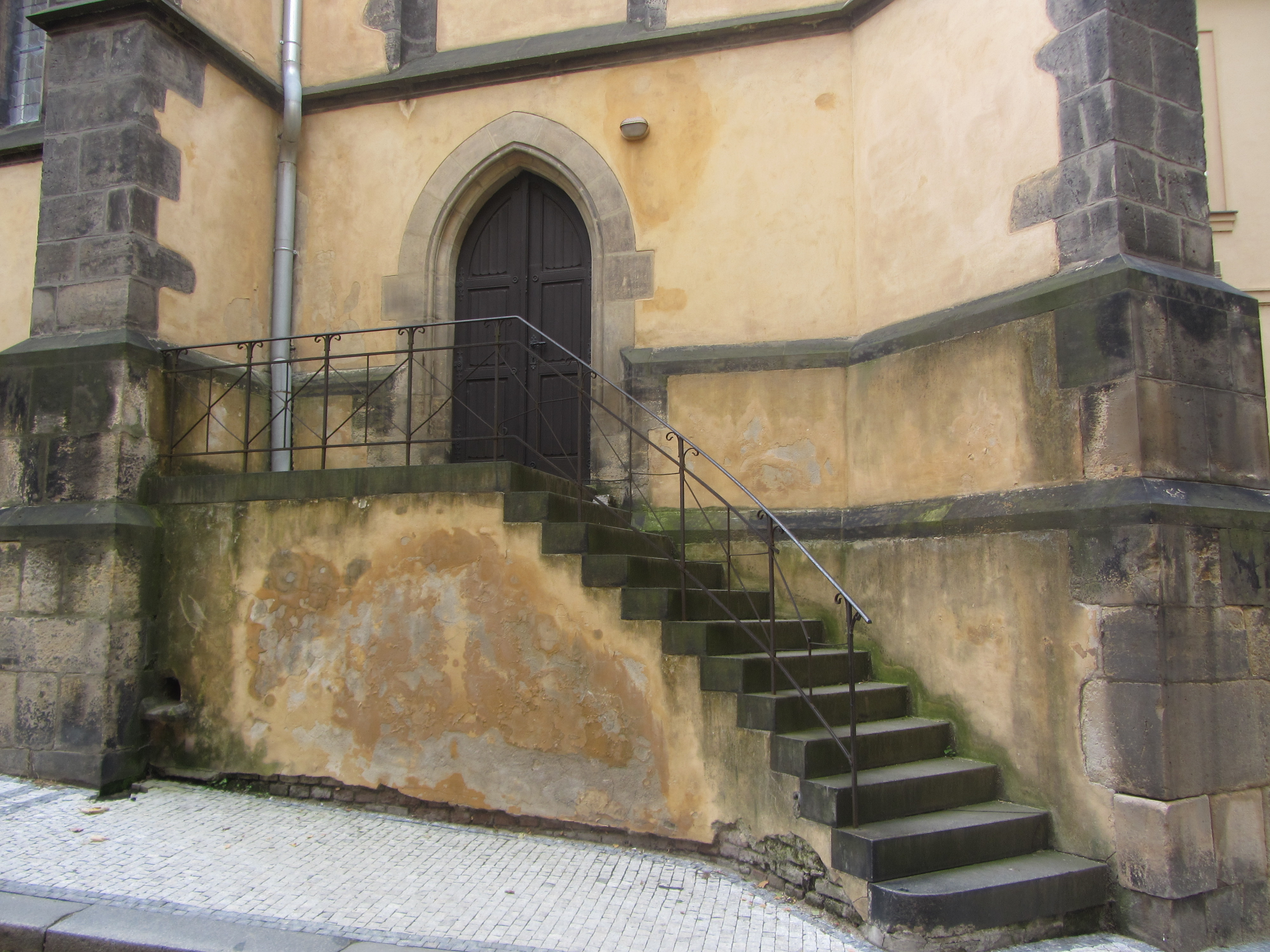
Pohled na exteriér menšího lomeného portálku (severní strana)

První vlna barokizace proběhla v souvislosti s opravou kostela v roce 1671. Důvodem opravy bylo poškození kostela vichřicí v roce 1670, které značně postihlo sanktusní vížku, krovy a zasklení oken. Nová sanktusní vížka s cibulovou bání a barokizace interiéru byly nejspíš dílem stavitele Daniela Rynda. V tomto období také zvonař Mikuláš Loewe přelil velký zvon z roku 1620. Dále byl řízen i oltář Matky Boří Staroboleslavské v lodi kostela.
Druhá vlna souvisela s obsazením kostela pruským vojskem v roce 1757. Boje o kostel a zkoušení paliva zapříčinily poškození zdiva a omítky. Opravy v tomto případě postihly zejména interiér. Byly osazeny obnovené oltáře. Pro kostelní věž byly Janem Jiřím Kuehnerem odlity dva nové zvony, větší Apolinář a menší Anna. Významným zásahem bylo v roce 1768 osazení nových varhan s plastikami sv. Václava a dvou andělů na starou gotickou tribunu v západní části lodi.

### Regotizace (1893–1898)
V 19. století se na kostele objevily statické trhliny, proto bylo rozhodnuto o jeho opravě a regotizaci. Přestavbu provedel architekt Josef Mocker. V západní části strhl starou gotickou tribunu a nahradil ji replikou. V oknech lodi i presbytáře vyměnil poškozené kružby za nové. Změnami prošly i oba portály. Hlavní portál má původní ostění, menší lomený portálek byl Mockerem vyměněn za nový pseudogotický. Do obou portálů byly osazeny nové dveře podle Mockerových návrhů. Západní štít lodi byl stržen a nahrazen jeho obdobou. Celá stavba byla opatřena novým krovem. Na exteriéru byly vyměněny zvětralé kvádry a kostel byl nově omítnut. Pseudogotická je i korunní římsa. V interiéru Mocker znovu odhalil původní gotické nástěnné malby a nejspíš i původní polychromii klenebních žeber a svorníků. V jižní zdi presbytáře prorazil nový portál do nově přistavené pseudogotické sakristie. Ta byla s chórem spojena zděnou chodbou. Upravil vstup z podkruchtí do věže. Ve věži pak opravil vnitřní schodiště.

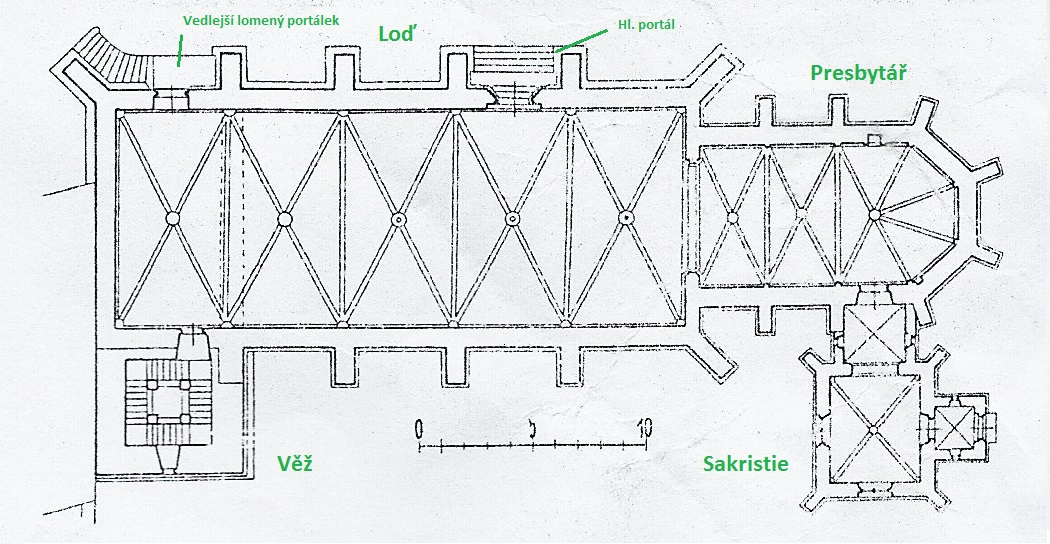
Půdorys kostela sv. Apolináře

Po roce 1950 byly postupně odstraněny oltář Čtrnácti svatých pomocníků, obrazy visící na stěnách lodi, po roce 1990 proběhlo restaurování oltářních obrazů, v letech 2016–2017 proběhla rekonstrukce budovy fary.

## Popis
Půdorys kostela je tvořen jednou lodí s užším pětibokým presbytářem a boční věží u jihozápadního nároží. Ze severní strany je k presbytáři připojena kvadratická sakristie s předsíňkou, sklenutá jedním polem křížové klenby.

### Loď
Jednolodní prostor je sklenut pěti poli křížových žebrových kleneb, žebra mají hruškový profil a vybíhají z přípor na konzolách s listovým dekorem. Svorníky kleneb mají válcovou krycí desku, druhotně prosekanou pro vedení drátů elektrického osvětlení. Exteriér lodi je poměrně strohý, rytmizovaný deseti mohutnými jednou odstupněnými opěrnými pilíři. Ty jsou armované pískovcovými kvádry a přepásané v dolní třetině podokenní profilovanou římsou. Opěráky završuje kombinace pultových a sedlových stříšek. Nárožní opěrné pilíře jsou postaveny diagonálně. Velká lomená okna lodi poskytují bohaté osvětlení. Široce prožlabené kamenné ostění je původní. Dochovaly se na nich některé kamenické značky. Na západní stěně kostela bylo okno, zazděné v 16. století a nyní zcela skryté pod omítkami. Na západě i východě je loď zakončena strmými trojúhelnými štíty. Západní štít je členěn třemi lomenými vpadlými nikami. Do lodi vedou dva vstupní portály ze severu: hlavní je umístěn osově, vedlejší v severozápadním nároží.
Pseudogotická kamenná kruchta na západě lodi je tvořena dvěma lomenými profilovanými arkádami se středním pilířem, vrcholícími poprsnicí zdobenou lichými kružbami. Ke střednímu pilíři se druží polopilíř, nesoucí profilovanou podnož arkýře, který byl původně určen pro tribunový oltář. Varhanní stroj i skříň na kruchtě jsou z konce 19. století, barokní sošky andílků pocházejí z oltáře.

### Presbytář

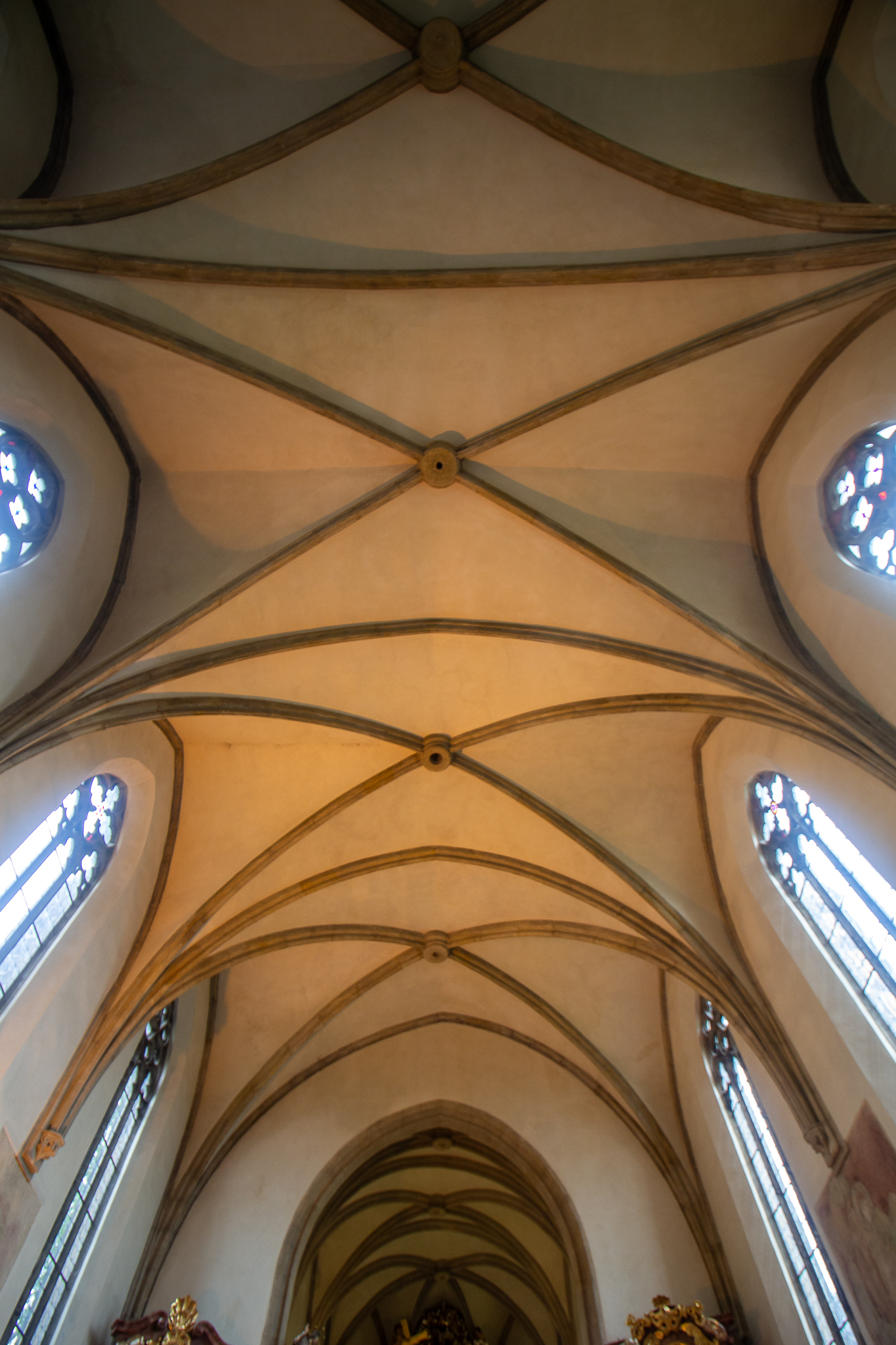
Klenba presbytáře

Půdorys tvoří dvě obdélná příčná pole a hluboký pětiboký závěr. Presbytář je posazen na stejném soklu jako loď. Podepřený je osmi opěrnými pilíři, které jsou podobné opěrákům v lodi, jsou však mnohem drobnější.
Okna v presbytáři jsou užší než okna v lodi a vyplňují je jen dvoudílné kružby. Stejně jako v lodi nasedají okna parapetem na podokenní profilovanou římsu. Ta se ovšem na rozdíl od lodi opakuje i uvnitř presbytáře, kde z římsy stoupají útlé oblé dříky přípor klenby. Konzoly přípor mají zdobené hlavice a polygonem profilované krycí desky, z nichž vybíhají štíhlá hrušková žebra. Ta jsou ve vrcholech upevněna do terčových svorníků. Příčná žebra, opisují půlkruh, spoluvytváří dojem rozložitosti klenby.
Presbytář je spojen s lodí kamenným lomeným triumfálním obloukem na profilovaném soklu s oboustranně okoseným, hluboce prožlabeným ostěním. Presbytář i loď mají dlážbu z pískovcových desek.

### Věž
Hranolová věž je připojena k lodi v jihozápadním nároží a vyrovnává soklem sklon terénu stejně jako kostel. Pískovcové a místy opukové lomové zdivo je omítnuto, kvádříkové armování na nárožích je dílem Mockerových úprav. Konstrukce se dá pomyslně rozdělit na dvě části. První, dolní část je ještě horizontálně rozdělena na tři další oddíly. Stěny dolního oddílu jsou hladké, neprolomené žádnými okny. Střední, zároveň i nejvyšší oddíl, už prolamují dvě obdélná okna na jihu a jedno na východě. Na horním oddílu se nachází tři velká lomená okna vedoucí na jih, východ a západ. Na sever pak ústí obdélné, štěrbinové okénko.
Horní část věže tvoří gotický oktagon, jehož stěny jsou členěny čtyřmi lomenými okny s kamenným ostěním, se strmou jehlancovou střechou. Slouží jako zvonice, po válečných rekvizicích se ze tří zvonů dochoval jen jeden: zvon sv. Apolinář s reliéfem sv. Apolináře mezi ornamenty a s latinským nápisem s chronogramem 1767, autor Johann Georg Kühner.
Podvěží až do Mockerovy úpravy sloužilo jako sakristie. Během regotizace byla prolomena jeho křížová klenba zde i v prvním podlaží a kamenné schodiště mezi čtyřmi pilíři propojeno celou věží. Druhé podlaží si po úpravě z 19. století zachovalo jednotný prostor s cihlovou podlahou a novým trámovým stropem.

## Zařízení

### Presbytář
- Presbytář uzavírá trojosá architektura: hlavní oltář Nanebevzetí Panny Marie, s dřevořezbami z let 1740–44. Roku 1785 byl přenesen ze zrušeného kostela P. Marie a sv. Karla Velikého na Karlově a nahradil dosavadní oltář sv. Apolináře s obrazem světce od Siarda Noseckého.[7] Ústřední sousoší na něm tvoří Panna Marie s oblakem, pozdvihovaná čtyřmi anděly k nebi, na němž ji očekává Nejsvětější Trojice v podobě soch Boha Otce a Syna s korunou a holubice Ducha svatého. Na hlavní římse stojí čtyři sochy gestikulujících evangelistů. Autorství soch není písemně doloženo, údajně pocházejí z dílny R. Prachnera. Pod baldachýnem tabernáklu v nice stojí drobná dřevořezba Kalvárie, asi z roku 1800, mezi dvěma soškami letících andílků. Před oltářem stojí dva cínové svícny ze druhé poloviny 17. stol.
- Oltář Kalvárie při jižní stěně: socha Ukřižovaného Krista mezi sochami Panny Marie a sv. Jana Evangelisty, pocházejí pravděpodobně od českého barokního sochaře J. A. Quitainera asi z roku 1730. Na přední straně oltářní menzy je antependium z poloviny 18. století. Do oltáře byla roku 1785 vložena relikviářová truhlička, přenesená z Karlova, obsahuje ostatky karlovských řeholníků, pobitých kalvínci roku 1611.
- Gotické sanktuarium – výklenek v jižní stěně,
- Renesanční sanktuárium v severní stěně, s železnými kovanými dvířky.
- Dva barokní obrazy: Dvanáctiletý Ježíš v chrámě; Kristus a cizoložnice; olejomalby na plátně namaloval Michael Václav Halbax.

### Loď
Při vítězném oblouku, který odděluje loď od presbytáře, stojí
- Kazatelna, rokoková architektura z doby kolem poloviny 18. století. Socha sv. Jana Nepomuckého stojící na její stříšce byla připsána sochaři Ignáci Františku Platzerovi, doprovází ji tři sošky andílků s atributy: křížem, mučednickou palmou a biskupskou mitrou (atribut Apolinářův?). Na poprsni je doplňují další dva andílci symbolizující Mlčení a Život sv. Jana Nepomuckého. Autorství soch bylo s otazníkem připsáno sochaři Richardu Prachnerovi.

- Postranní oltáře:
- Oltář Panny Marie Karlovské na jižní straně (přenesený z Karlova): Obraz milostné madony v naději – Panny Marie Karlovské roku 1697 namaloval Jan Jiří Heinsch. Obraz se proslavil jako zázračný. Těhotné ženy se k němu modlily a obětovaly votivní dary, včetně zlatých a stříbrných předmětů. Po stranách stojící sochy sv. Václava a sv. Jana Nepomuckého, pravděpodobně z dílny pražského sochaře Jana Jiřího Šlanzovského. V nástavci je volná kopie obrazu Panny Marie Pomocné (Pasovské) z konce první poloviny 18. století.
- Oltář Narození Páně na severní straně : Obraz Narození Páně z let 1730–40 zčásti zakrývá menší obraz poprsí modlící se Panny Marie s úryvkem z latinské formule Zvěstování "Ecce ancilla Domini", olejomalba v mosazném zlaceném rámu, přenesena opět z Karlova. Autorství bývá spojováno s malířem J. C. Monnotem. Po stranách sochy sv. Ondřeje a sv. Mikuláše. V nástavci oltáře je přesná kopie obrazu Panny Marie Pomocné (Pasovské).

Gotické fresky jsou stylově jednotné, z období tzv. krásného slohu kolem roku 1390 původně pokrývaly všechny stěny.
- Na jižní stěně lodi: proti hlavnímu vchodu se dochovala nejvyšší malba sv. Kryštofa, nesoucího na rameni Ježíška. Vedle něj čtveřice evangelistů sedí a píše evangelia. Dlouhý pás podél lavic znázorňuje Krista mezi apoštoly; Kristus předává sv. Petrovi klíče od nebeského království. Pod nimi je pás výklenků s poprsími starozákonních proroků s nečitelnými nápisovými páskami v rukou.
- Na severní stěně: uprostřed stojí Panna Marie Ochranitelka, jež má ochranný plášť. Je obklopena šesti světicemi z každé strany, po pravici má světice-matky a pěstounky s dětmi. Ve spodním pásu pod nimi jsou ve výklenkách poprsí starozákonních sibyl. Vedle vchodu je na fresce okřídlená postava, pravděpodobně archanděla Michaela, vážícího duše.

- Hrobky v podlaze byly v 19. století zrušeny a zasypány, zůstala jen náhrobní deska z červenohnědého mramoru Juliany Dlouhoveské z Dlouhé Vsi z roku 1671, zasazená do jižní stěny lodi.
- Cínová křtitelnice ve tvaru obráceného zvonu stojí na třech nohách s tlapami a hlavami vousáčů, pochází ze 16. století, ale není datovaná.

## Galerie

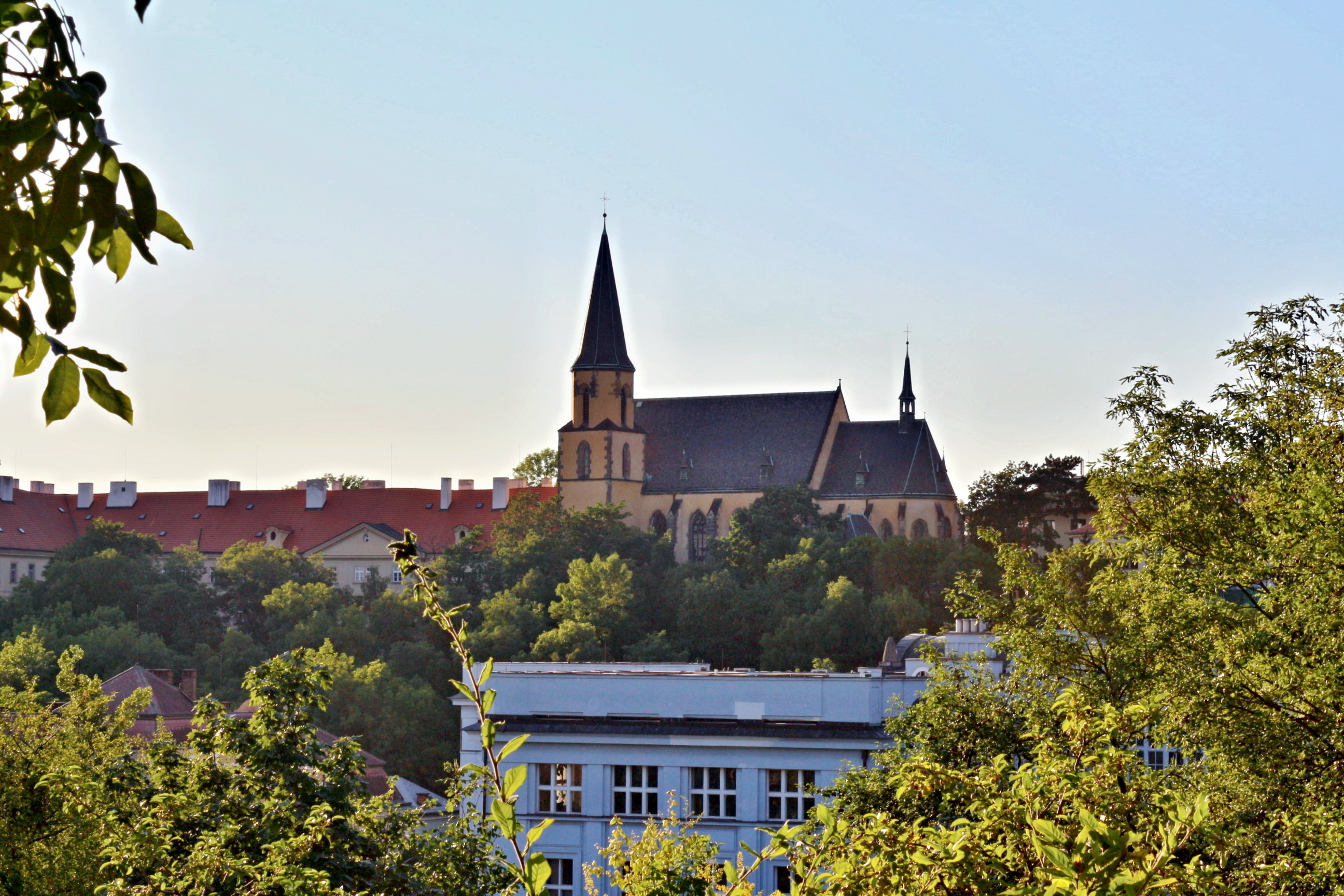
Silueta kostela od Karlova
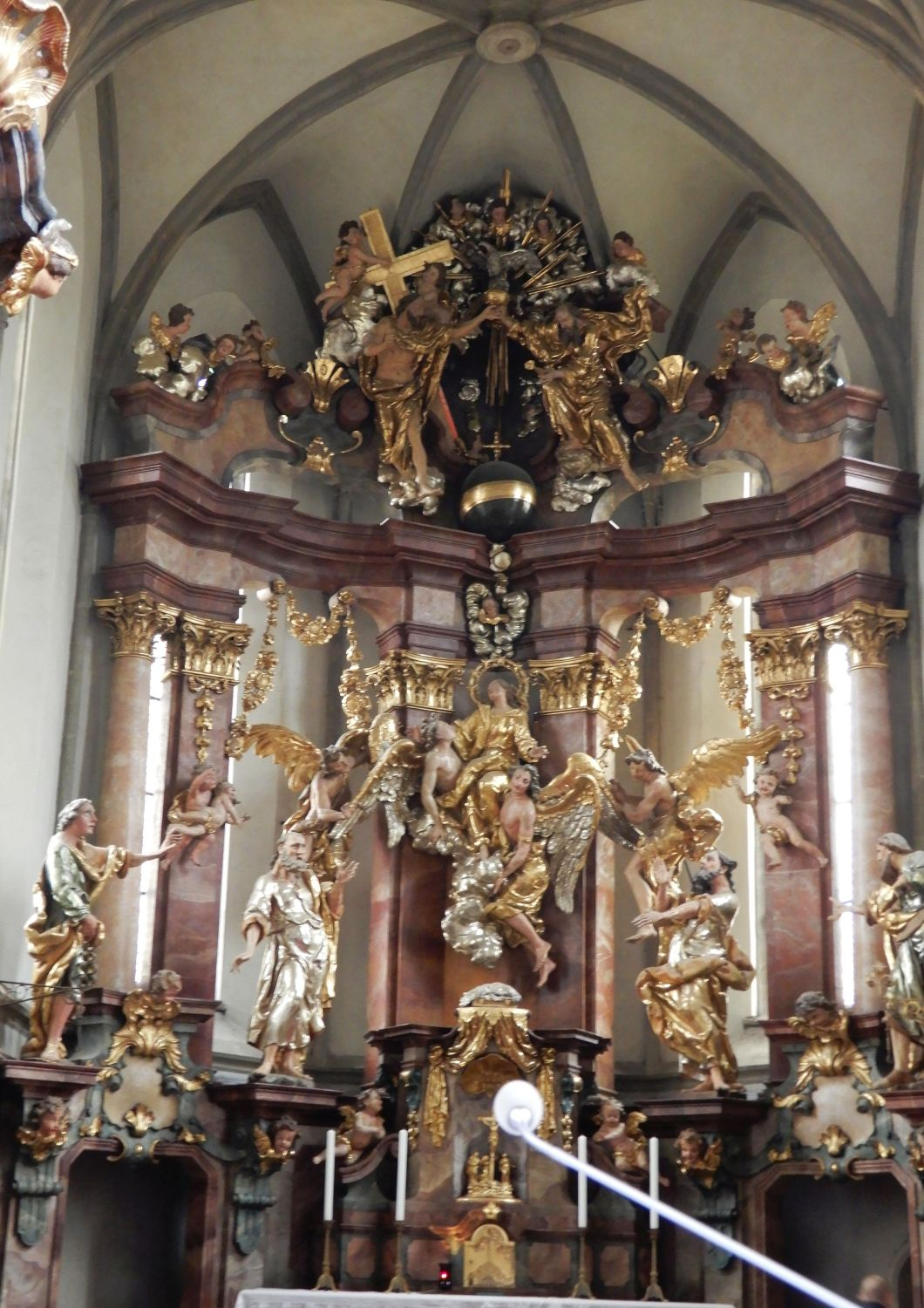
Hlavní oltář Nanebevzetí Panny Marie
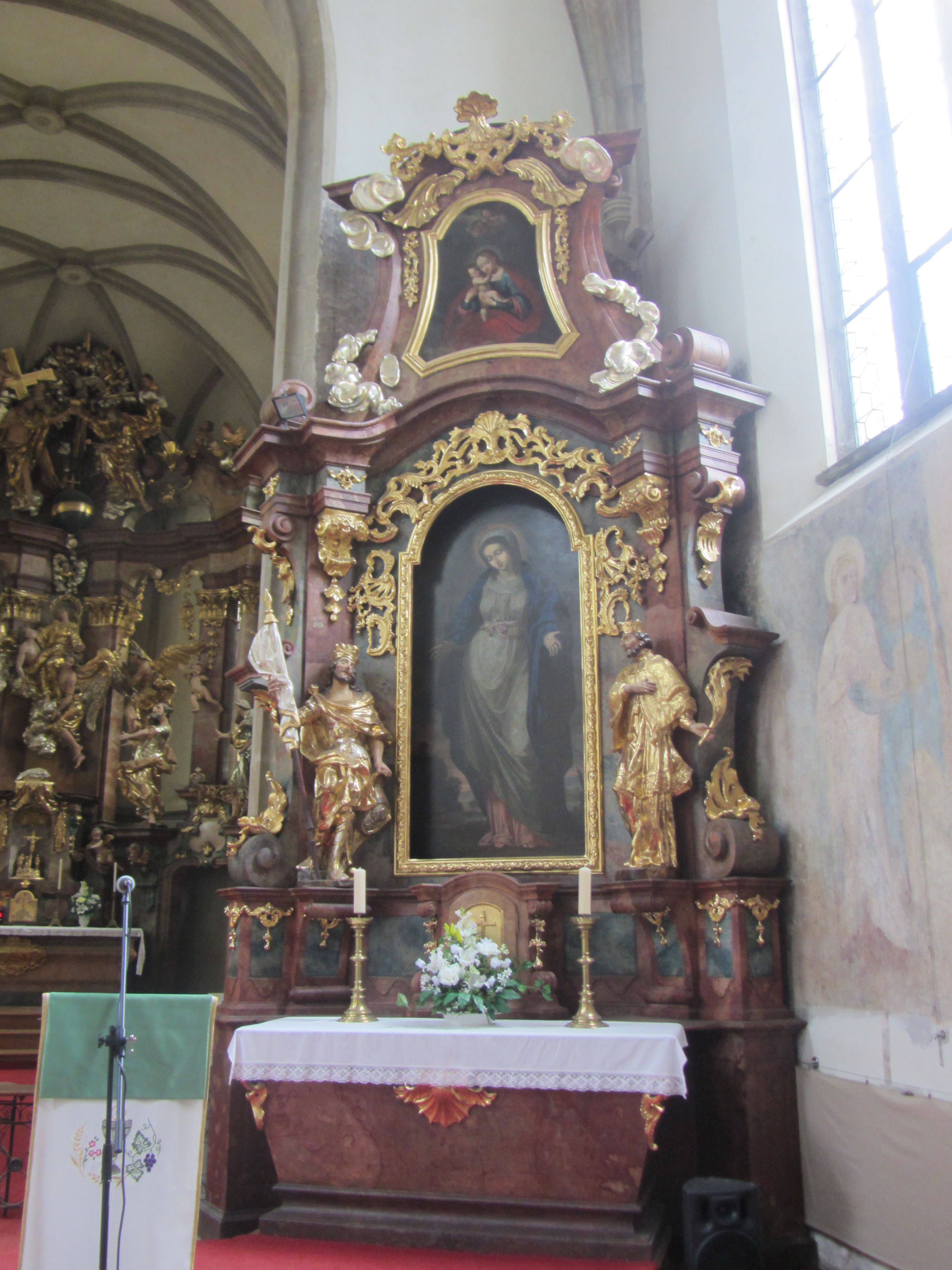
Jižní boční oltář v lodi
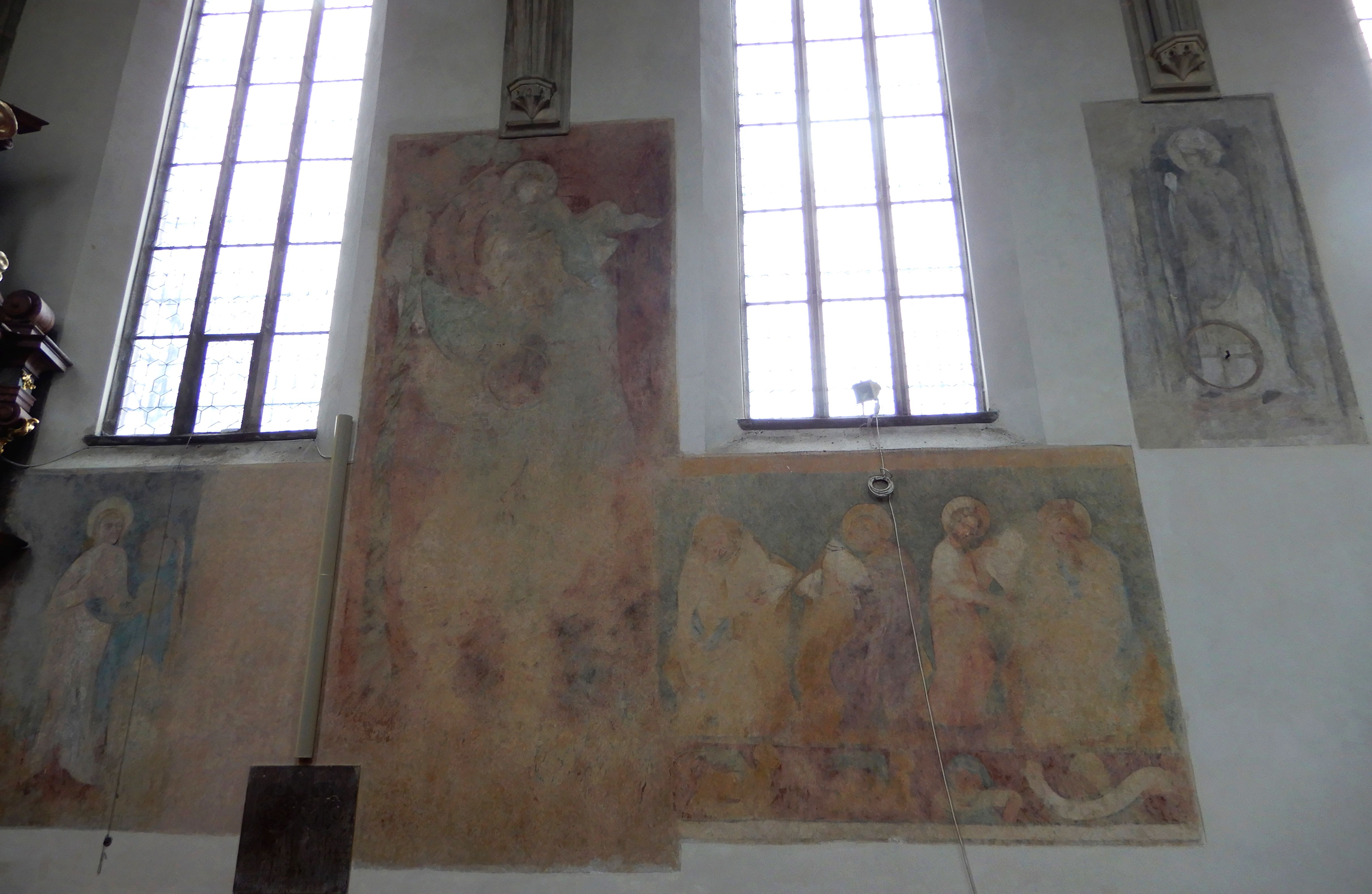
Fresky na jižní stěně: Sv. Kryštof a evangelisté
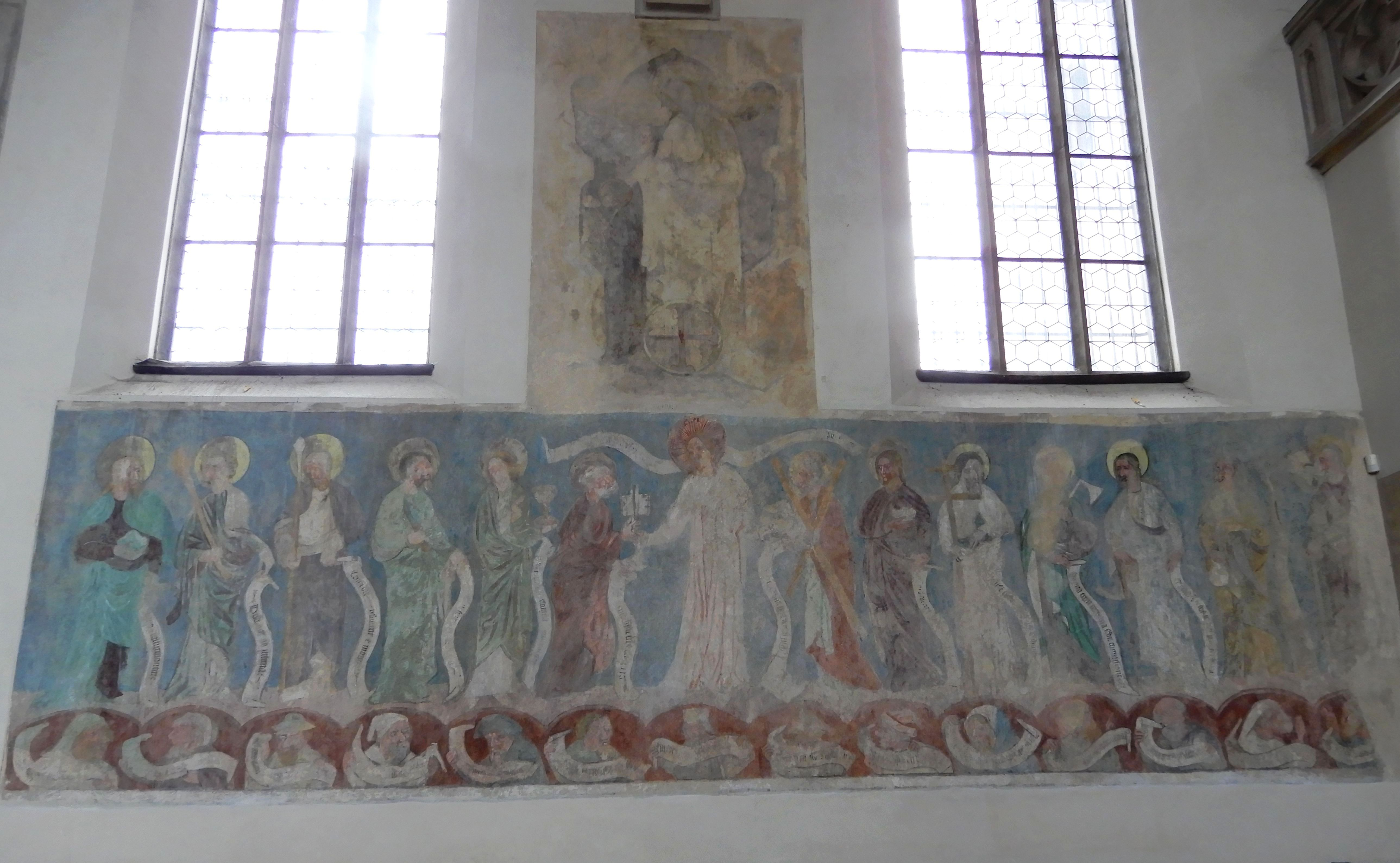
Fresky na jižní stěně: Kristus s apoštoly
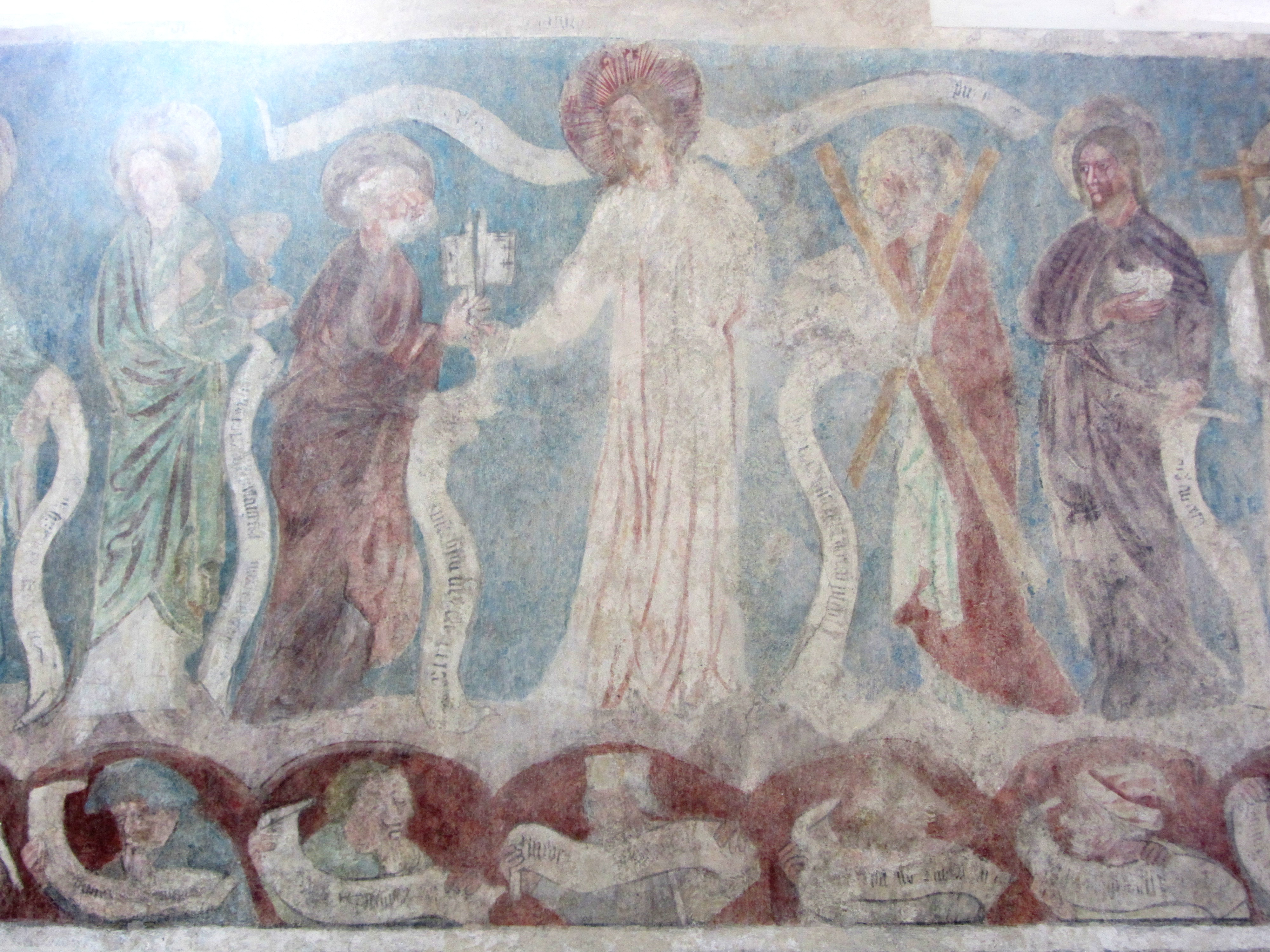
Detail fresky: Kristus předává sv. Petrovi klíče
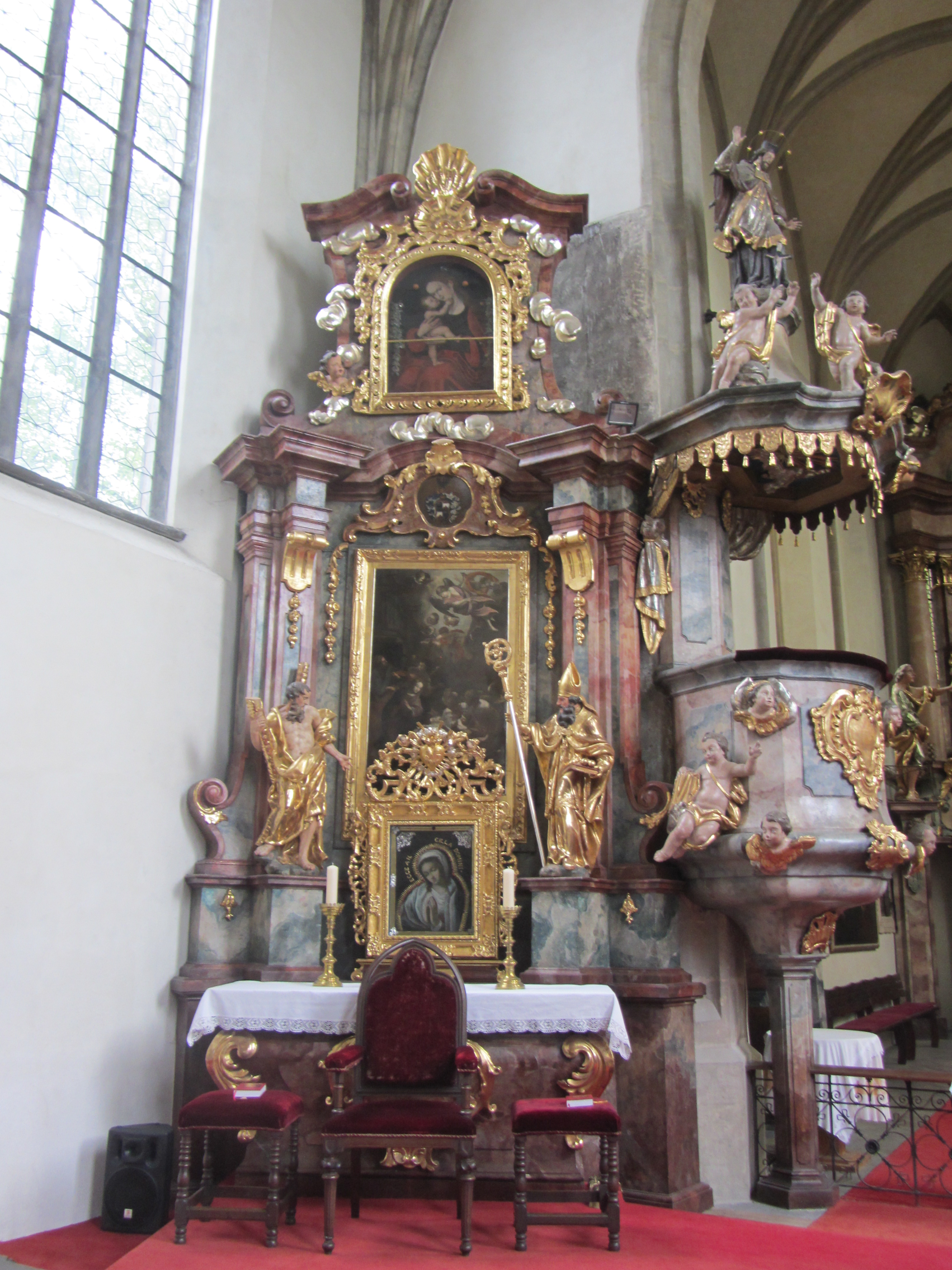
Severní boční oltář v lodi
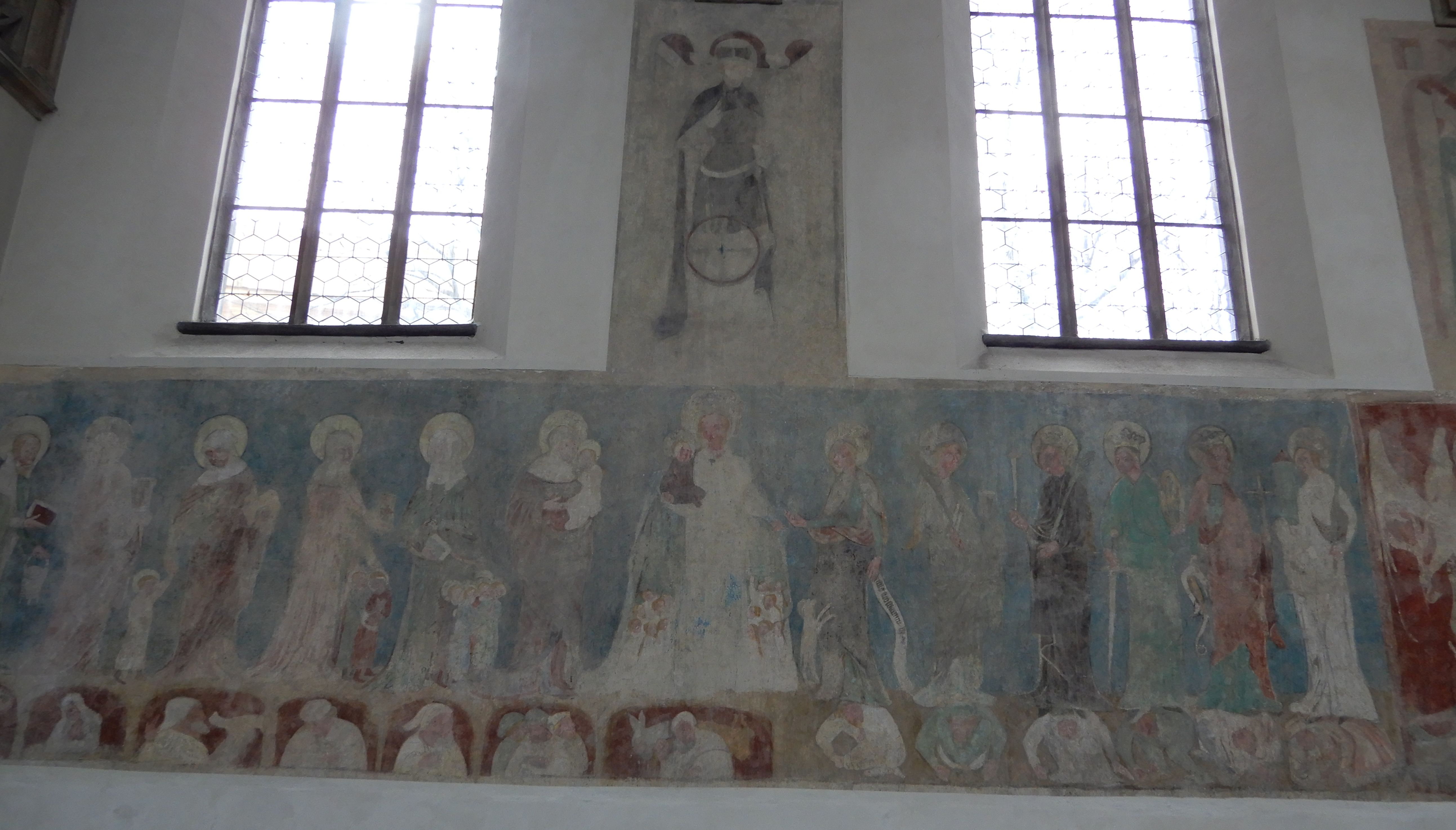
Fresky na severní stěně: Panna Marie ochranitelka mezi světicemi
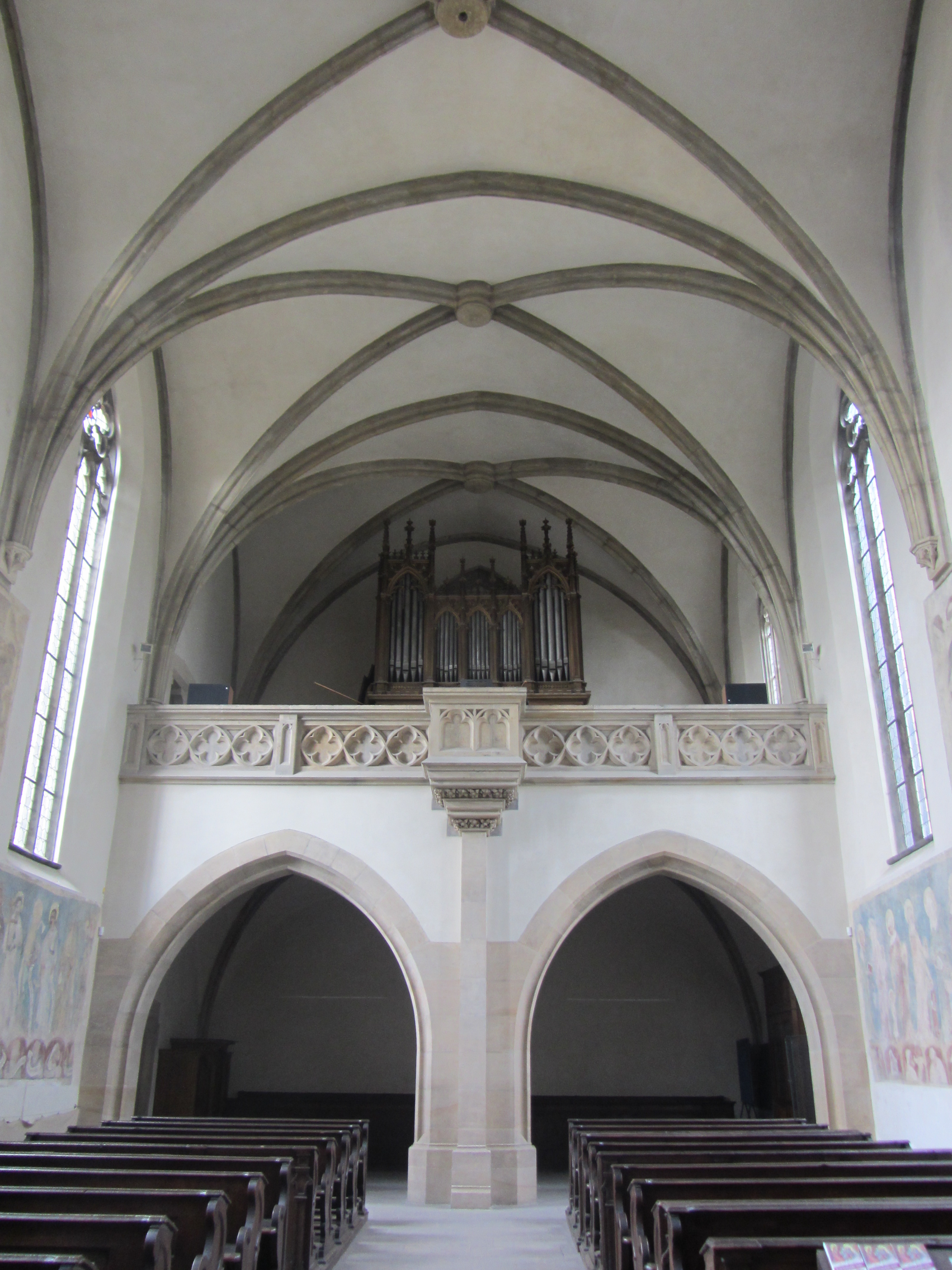
Pohled na kruchtu
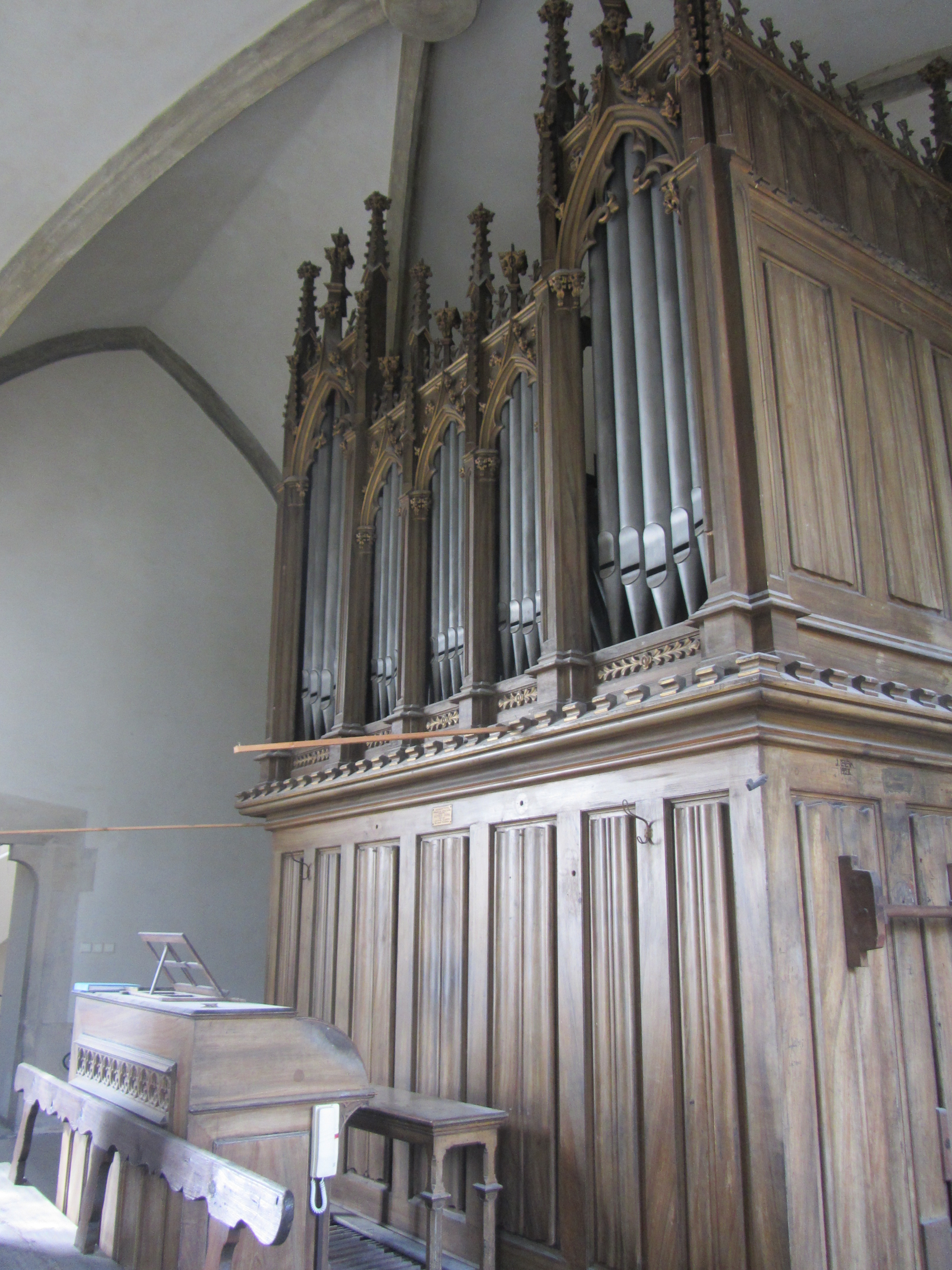
Prospekt varhan na kruchtě
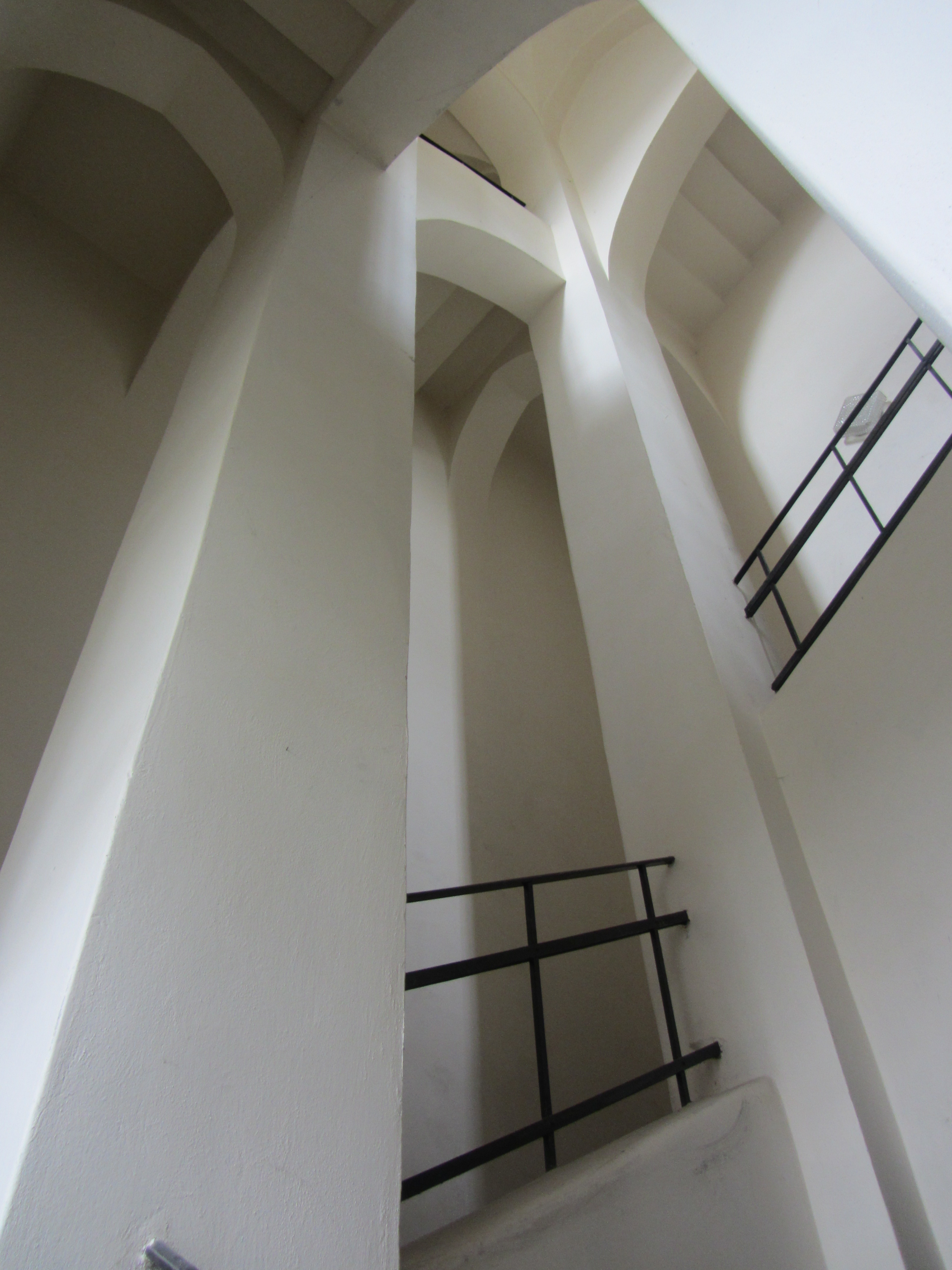
Schodiště na kruchtu a na věž
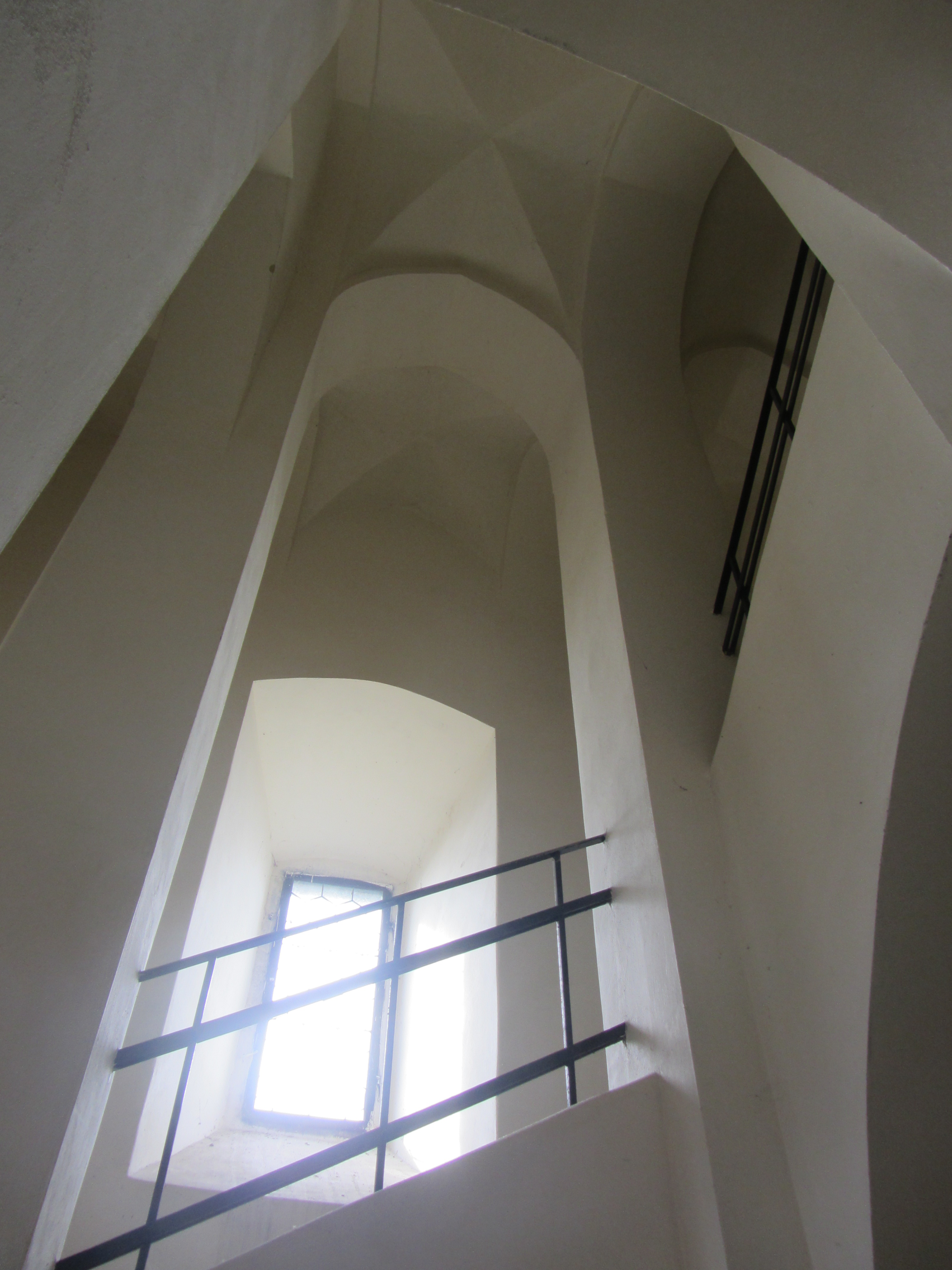
Schodiště na kruchtu a na věž

## Zajímavosti

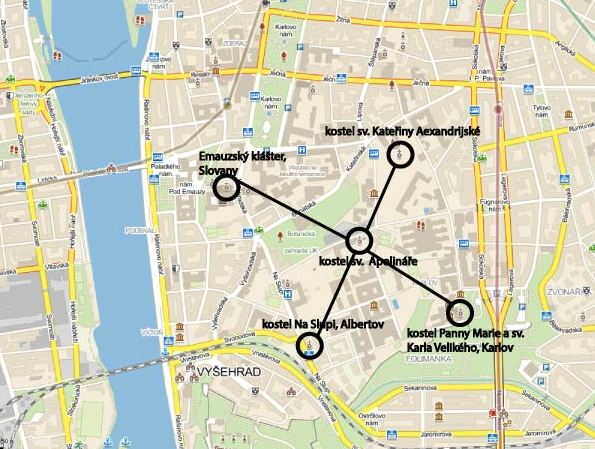
Kříž kostelů

Podle hypotézy Viléma Lorence poloha Pět novoměstských kostelů, založených Karlem IV., tvoří latinský kříž s kostelem sv. Apolináře uprostřed. Severo-jižní břevno by měla tvořit spojnice kostelů sv. Kateřiny a Kostel Zvěstování Panny Marie Na slupi, západo-východní rameno kostel Nanebevzetí Panny Marie a svatého Karla Velikého a kostel Panny Marie na Slovanech, ramena se protínají v kostele sv. Apolináře. Věže kostelů Panny Marie Na Trávníčku, Apolináře, Kateřiny stojí v jedné linii a mají také stejnou architektonickou charakteristiku. Toto vede k domněnce, že lokace těchto kostelů byla plánována již v původním návrhu města, ačkoliv samotné církevní stavby byly zakládány v této oblasti Nového Města až postupně (Slovany 1347, Karlov 1352, sv. Kateřina 1355, Na Trávníčku 1360, sv. Apolinář 1362). Kříž staveb ve středověku znamenal zvláštní požehnání městu. Svislé břevno prodlouženo k jihu má svou patku na Vyšehradě u chrámu postaveného v ose kostela sv. Petra a Pavla.
Ke vzniku kapituly v Sadské se váže novodobá legenda:
„Bořivoj II. ve sporu s bratrem Vladislavem byl zatčen od císaře Jindřicha a odvlečen do Němec. Tam v pevnosti Hameršteinu na Rýně šest let byl ve vazbě, až prý císař jej chtěl popravit. Konečně Bořivoji zjevil se sv. Apolinář, učedník sv. Petra apoštola a mučedník. I ptal se ho: ‚Chceš-li se vrátiti do Čech?‘ A v té chvíli milostivý svatý jej přenesl do vlasti blízko nynějšího města Sadské, což bylo oblíbené sídlo knížat pražských při rozsáhlých lesích druhdy Slavníkovců. Proto tam kníže založil roku 1118 kostel a kolegiátní kapitulu, a od té doby v Čechách byl ctěn sv. Apolinář (svátek 23. července)“. Byla publikována Františkem Ruthem, ovšem bez uvedení jakéhokoliv zdroje. Původ legendy je proto velmi sporný.

## Okolí

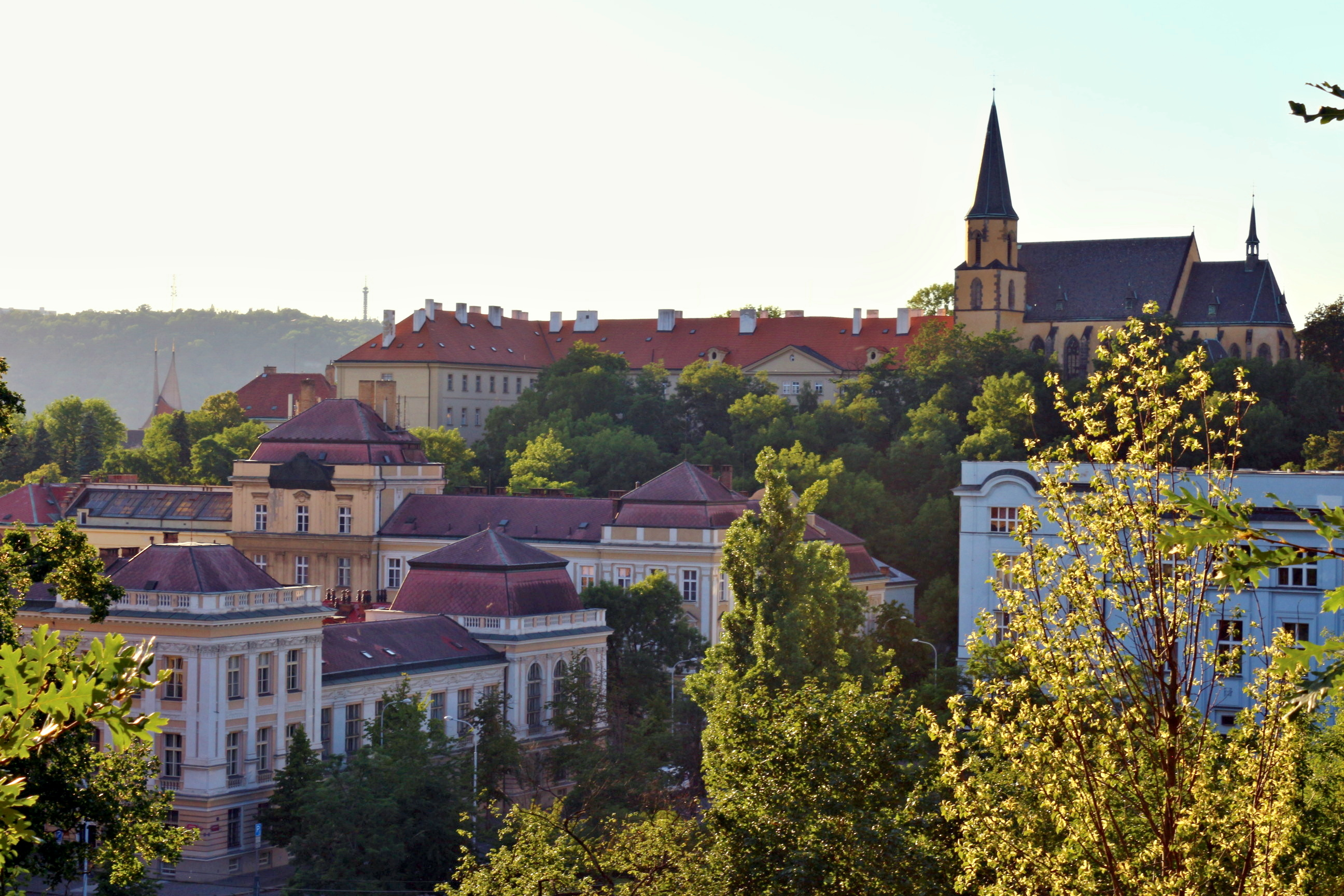
Silueta kostela od Karlova

V blízkém okolí kostela se nachází botanická zahrada Přírodovědecké fakulty Univerzity Karlovy v Praze, geologická a biologická sekce Přírodovědecké fakulty UK, Matematicko-fyzikální fakulta UK, Ústav patologie 1. LF UK a VFN či nemocnice sv. Alžběty. Za zmínku stojí i dva blízké kostely, Kostel Panny Marie Sedmibolestné (u alžbětinek) s kaplí svaté Tekly a kostel Nanebevzetí Panny Marie a svatého Karla Velikého na Karlově.
Kostel dal jméno celé ulici, ze západu přiléhající budově někdejšího nalezince a porodnice (nyní alkoholická léčebna) a později nedaleké porodnici u  Apolináře.